# Кристофър Джъдж
Дъглъс Кристофър Джъдж (на английски: Douglas Christopher Judge) е американски актьор.
Роден е на 13 октомври 1964 г. в Лос Анджелис, Калифорния. Той е известен с ролята си на Тийл'к в научнофантастичните сериали Старгейт SG-1 и Старгейт Атлантида, както и във филмите Старгейт: Континуум и Старгейт: Кивотът на истината. През 2002 г. Джъдж е номиниран за награда Сатурн за най-добър поддържащ актьор за участието му в Старгейт SG-1.
Той озвучава в анимационните сериали „Х-Мен: Еволюция“ и Wacky Races от 2017 г.

## Филмография
- „Старгейт: Континуум“ – 2008 г.
- „Старгейт: Кивотът на истината“ – 2008 г.
- „Старгейт Атлантида“ – 2007 – 2008 г.
- „Старгейт SG-1“ – 1997 – 2007 г.
- „Андромеда“ – 2002 – 2003 г.
- „Първата вълна“ – 2001 г.
- „Свежият принц на Бел Еър“ – 1995 г.
- „Макгайвър“ – 1990 г.